# Остап Бендер
Остап Бендер е основен герой в романите на Иля Илф и Евгений Петров „Дванайсетте стола“ (1928) и „Златният телец“ (1931), „великият комбинатор“, който знае „четиристотин сравнително честни начина за измъкване на пари“. Той е един от най-популярните герои в руската сатирична литература.
В романа „Дванайсетте стола“ самият Бендер се представя като Остап Сюлейман Берта Мария Бендер Бей, а в „Златният телец“ вече е просто Остап Ибрахимович.

## Биография

### До 1927 г.
Ако изхождаме от думите на героя, то Остап Бендер е роден около 1900 г. – в първия роман той се представя като „мъж на двайсет и седем години“, а във втория казва, че е „на трийсет и три години, възрастта на Исус Христос“. Единствената биографична особеност, която Бендер споменава постоянно, е, че баща му е бил турски поданик. Тази интернационалност на героя е тълкувана по много начини. В началото на романа Остап изглежда така:
| „ | В единадесет и половина от северозапад, откъм село Чмаровка, в Старгород влезе млад човек... В града младият човек влезе със зелен втален костюм. Около дебелия му врат бе омотан няколко пъти стар вълнен шал; обут бе с лачени чепици, гарнирани с оранжева чортова кожа. Носеше ги на бос крак. | “ |

Според една от версиите, бащата турски поданик и фамилията Ибрахимович не свързват героя с Турция. Съвременниците му приели, че този факт е намек, че баща му е от Одеса, където по това време се заселвали много евреи и приемали турско поданство. Отделно от това, името Ибрахим се явява арабска форма на името Авраам.
Друга версия определя Остап Бендер като интернационална (украинско-еврейско-турска) личност, с което се цели да се покаже, че героят е носител на универсални, общочовешки черти. С подобно възприемане на личностните характеристики на героя се отхвърлят всякакви други тълкувания.
Известен факт от биографията на О. Бендер е, че през 1922 г. е лежал в Таганския затвор, където той среща Яков Менелаевич – администратор на театър „Колумб“. На съвременния читател не е известно защо в текста е спомената точната година. Тогава и двамата затворници са пуснати на свобода и „великият комбинатор“ се заема да чете „Наказателния кодекс“ и да прилага практически четиристотинте „сравнително честни начина за измъкване на пари“. Негови жертви не са хората от пролетариата, трудещите се, а хора като Корейко – лица, чиито доходи не са от заплатата им в държавното учреждение.
Възможност за разгръщане на делата на Бендер е новата политика, която прокарва В. И. Ленин, според която мошеничеството изпада от раздел „Престъпления“ и попада в категория „Аморални постъпки“, защото придобиването на пари и ценности не става по насилствен начин. Жертвите, както самият измамник казва, сами предоставят на него и на другите като него на „поднос със синя ивичка по края“ богатствата си. През 20-те години на XX век са приети редица закони – УК РСФСР (1922), УПК РСФСР (1922), „Основные начала уголовного законодательства СССР и союзных республик“ (1924) и УК РСФСР (1926), успоредно с въвеждането на които се провежда амнистия на всички затворници, осъдени за измама. Престъпленията им били декриминализирани и затворниците излизат не като амнистирани, а като хора, чиито постъпки не се считат за криминални деяния. За разлика от Яков Манелаевич, който след амнистирането си продължава да се води осъждан, Бендер има чисто съдебно досие, сякаш никога не е престъпвал закона. Това е причината Остап Бендер да е подходящ за герой на сатирично произведение, когато болшевиките взимат решение да се борят с „аморалността“ чрез превъзпитание в обществото (колектива), което осмива и осъжда.

### В „Дванайсетте стола“
В Старгород, градът в който се срещат Остап Бендер и Иполит Матвеевич Воробянинов, комбинаторът се явява в ранна пролет, облечен само с костюм, без квартира и пари. Благодарение на познаването на руския характер и бързия си ум той успява бързо да се сдобие с покрив над главата си, а няколко часа по-късно тръгва по следите на огромно богатство. Негов спътник и съратник в „концесията“ е „законният“ собственик на парите – дворянския предводител Воробянинов.
По пътя си след столовете те се изправят пред безброй пречки, за отстраняването на които О. Бендер винаги има готов план. Превъплъщенията му са много и различни – председател на тайна антисъветска организация, професионален жених, художник, гросмайстор и др.
В предисловие към изданието на „Златния телец“ самите автори Илф и Петров разказват в хумористична форма, че когато наближил краят на „Дванайсетте стола“, те застанали пред проблема как краят да стане по-ефектен. Между авторите възникнал спор дали да умре Бендер или да остане жив. Разрешили го като теглили жребии. В една захарница поставили две бележки, на едната от които бил нарисуван череп с кости. Изтеглили черепа и след тридесетина минути великият комбинатор бил мъртъв.

### В „Златният телец“
Тук потомъкът на турски поданик се появява жив и здрав, но с белег от порезна рана на врата. Това е белегът му от предишната огромна цел, която е преследвал.
В тази част от живота си Остап Бендер показва едно ново лице. Докато в преследване на дузината столове той е човек с „аморално поведение“, движещ се по ръба на „Наказателния кодекс“, то в гонитбата на Александър Корейко той на практика разследва престъпление. Подобна двойственост на героя е характерна за класическата роля на детектив.
В приключението заедно с Бендер се впускат и Шура Балаганов, Михаил Паниковски и Адам Казимирович Козлевич. С всеки от тях се среща по различно време, но те заедно образуват неговата крилата чета, която лети на крилете на „Антилопа“.
Като заключение може да се каже, че образът на Бендер е коренно различен в двата романа. В „Дванайсетте стола“ персонажът му е схематичен, той на практика не допуска грешки и всичко му се удава удивително лесно. Това може да предизвика усещане за сравнителна условност на героя. За разлика от това в „Златният телец“ образът му е по-дълбок, в него може да се усети живият човек с всичките му радости, болки и мечти.

## Възможни прототипи на Остап Бендер
Според една от най-разпространените версии прототип на Бендер е Осип Шор, който е роден на 30 май 1899 г. в Никопол (Украйна). В периода 1917 – 1919 г. той учи в Техническия институт в Петроградск, но не завършва. Завръща се в Одеса, където преживява много авантюристични събития и приема много образи (същите като на литературния герой), целта на които са придобиване на средства.
Неколцина изследователи на образа на Бендер смятат, че в него се въплъщават характерите на тримата му създатели. (Според някои руски изследователи в писането на двата романа се е включил и Валентин Катаев.) От Катаев е взета провинциалната наглост, от Петров – шегобийството, а от Илф – скептицизмът и елементите на разочарование.